# هلفيلة كالتية
هلفيلة كالتية (الاسم العلمي: Helvella queletii) هي نوع من الفطريات تتبع جنس الهلفيلة من الفصيلة الهلفيلية.